# هيلين براي
هيلين براي (بالإنجليزية: Helen Bray)‏ هي ممثلة أمريكية، ولدت في 25 نوفمبر 1889 في ميزوري في الولايات المتحدة، وتوفيت في 15 أكتوبر 1990 في ريدوود في الولايات المتحدة.

## وصلات خارجية
- هيلين براي على موقع IMDb (الإنجليزية)
- هيلين براي على موقع قاعدة بيانات الفيلم (الإنجليزية)